# بي إتش بورن
بي إتش بورن (بالإنجليزية: B. H. Born)‏ مواليد 6 يونيو 1932، كان لاعب كرة سلة أمريكي. بدأ مسيرته الاحترافية في سنة 1954. تم اختياره من قبل فريق ديترويت بيستونز خلال الدرافت. حمل الرقم 23. بلغ طوله 6 قدم 9 بوصة (2.1 م). مثّل منتخب بلاده. حقق المركز الأول في بطولة كأس العالم لكرة السلة 1954. اعتزل اللعب في 1959.

## الميداليات
| الميدالية | المسابقة                         |
| --------- | -------------------------------- |
| ذهبية     | بطولة كأس العالم لكرة السلة 1954 |

## روابط خارجية
- بي إتش بورن على موقع الاتحاد الدولي لكرة السلة (الإنجليزية)
- بي إتش بورن على موقع سبورتس رفرنس (الإنجليزية)
- بي إتش بورن على موقع كلية كرة السلة في سبورتس رفرنس.كوم (الإنجليزية)
- بي إتش بورن على موقع ريلجم (الإنجليزية)